# Stormen Sven

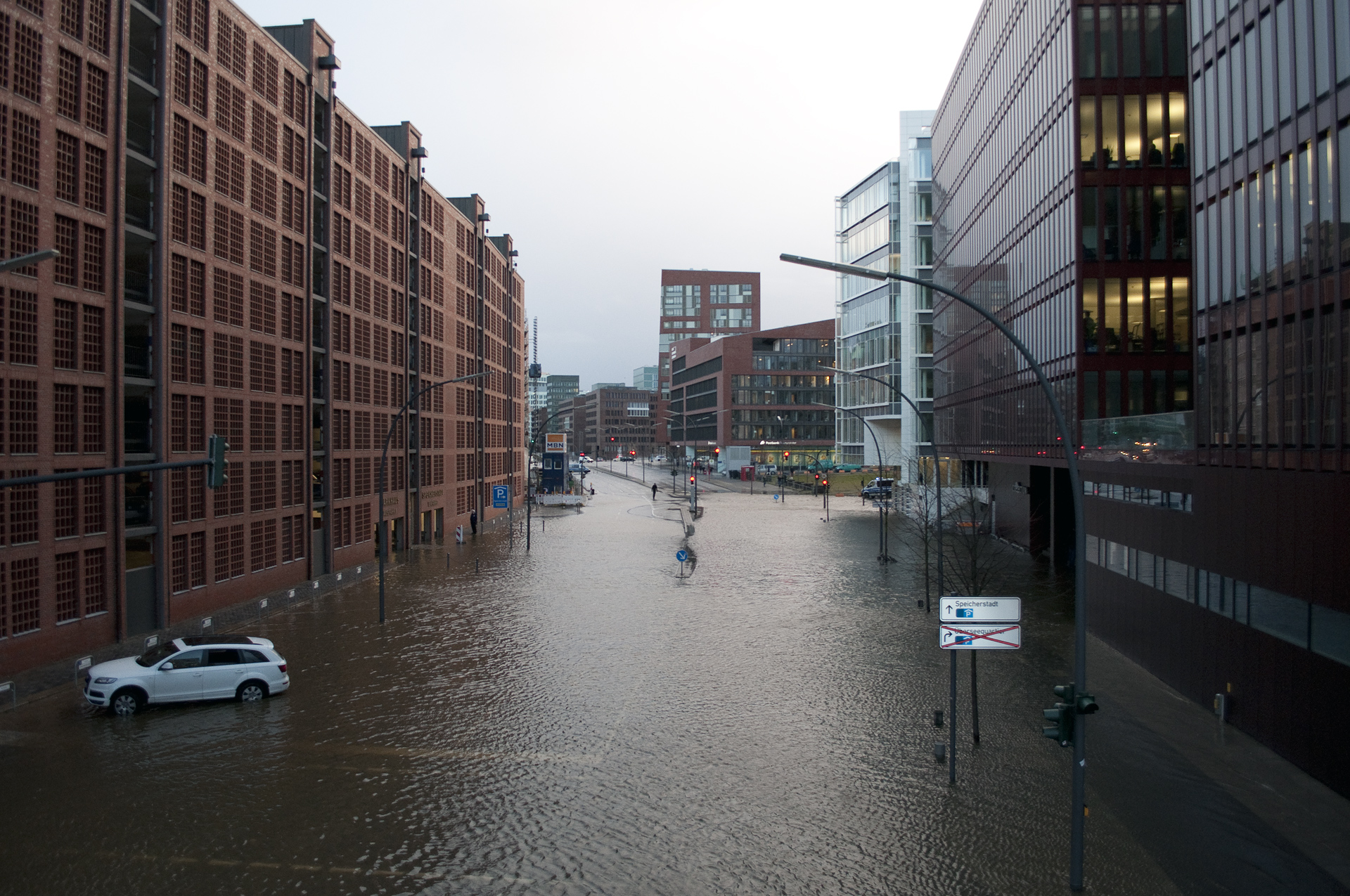
Översvämning i Hamburg på grund av stormen Sven som där kallades Xaver.

Stormen Sven var en storm som drabbade södra och mellersta Sverige 5–7 december 2013.
Stormen förde med sig stora snömängder och orsakade även översvämning. Städer som drabbades värst av översvämningar var Malmö och Helsingborg.[källa behövs]

## Namnet
Sven är det namn SMHI tilldelat stormen, vilket kommer sig av att den hade sin kulmen på Svens namnsdag 5 december.
SMHI tillämpar WMO:s rekommendation om att ge varannan storm ett kvinnligt och varannan ett manligt namn;
den förra namngivna stormen var Simone.
Vanligen låter SMHI Norges Meteorologisk Institutt namnge stormar, men de gav inte denna något namn, trots att den uppgick till stormstyrka på norskt område. Danmarks Meteorologiske Institut har namngivit Sven till Bodil. Tysklands vädertjänst har givit den namnet Xaver.[källa behövs]

## Myndighetsvarningar

### Sverige
SMHI utfärdade på onsdagen den 4 december 2013 en klass 2-varning för södra Sverige. 
På torsdagen den 5 december 2013 uppgraderades varningen till klass 3 för Skåne utom Österlen. På torsdagskvällen utsträcktes denna till att gälla även Halland. Samma dag utfärdade Länsstyrelsen i Skåne ett myndighetsmeddelande där "allmänheten uppmanas att om möjligt stanna inomhus under kvällen och natten".

## Samhällets beredskap

### Sverige
Trafikverket valde under eftermiddagen att stänga delar av järnvägen i södra och västra Sverige.  Skånetrafiken valde redan under förmiddagen den 5 december att stänga delar av trafiken och all tågtrafik till klockan sex nästa morgon. Hallandstrafiken ställde vid 20-tiden på torsdagskvällen in all busstrafik i hela länet. Vid klockan 05 på fredagen 6 december meddelande Hallandstrafiken att vissa busslinjer börjar köras igen.  Energibolaget E.On rekvirerade fyra helikoptrar och 200 tekniker som stod redo att påbörja röjningsarbetet så snart vädret skulle tillåta det.

## Konsekvenser

### Konsekvenser i Sverige
Nio personer har omkommit i Sverige på grund av stormen Sven (lite oklart om det i samtliga fall var stormen som orsak):
- En äldre kvinna frös ihjäl utanför ett serviceboende på Sollerön i Dalarna i ovädret då hon klädd i morgonrock inte kunde ta sig tillbaks till boendet.[6]
- Två män föll överbord från ett fartyg utanför Ystad och omkom.[7]
- En flicka på 16 år blev påkörd av två bilar när hon korsade E22 för att hinna med en buss i höjd med Hurva den 6 december.[8]
- I samband med skogsröjning nära Trulstorp norr om Södra Rörum i Skåne dog en man av sina skador.[6][9]
- Ett träd föll över en jägare som dog på en mindre väg utanför Virestad i Älmhults kommun.[6]
- En 93-årig man hittades död vid 13-tiden den 6 december intill E18 i Karlstad efter att han varit försvunnen från sin bostad i Våxnäs sedan 08-tiden på morgonen.[6]

Strax efter klockan 19 den 6 december orsakade kraftig blåst med drivande snö att en buss körde i diket på länsväg 288 i Östhammars kommun.  Fyra personer fick föras till sjukhus med lindriga skador.
Den 6 december cirka klockan 19 krockade en buss med ett tåg vid uppländska Österbybruk. Bussföraren klämdes fast, men fick inte livshotande skador. Två passagerare fördes till sjukhus för tillsyn. 6 december vid 22-tiden inträffade en olycka på samma väg, i närheten av Altuna. Ett mindre barn klagade över smärtor i nacken.
Majoriteten av de 1600 anställda på kärnkraftverket Ringhals skickades hem 6 december.  Endast några hundra personer som inte kunde undvaras för driften fanns kvar på grund av risken för personsäkerhet från lösa föremål som blåser omkring.
All tågtrafik i Sverige söder om Kungsbacka och Nässjö ställdes in på kvällen den 5 december och morgonen den 6 december.  Detta på grund av problem med träd och föremål som hamnat på spåret och skadat kontaktledningar. Öresundsbron öppnades för tåg klockan 08 den 6 december.  Malmö-Sturups flygplats stängdes på kvällen den 5 december och öppnades lunchtid nästa dag.[källa behövs]
Skåne drabbades också av översvämningar. I Malmö uppmättes vattennivån till nästan 2 meter över det vanliga.[källa behövs] Göteborgs hamn hade vattennivå på 1,2 meter över det normala den 7 december klockan 18.
En restaurang med 120 gäster på julbord i Helsingborg fick den 6 december sina fönster krossade av en våg av vatten och vind.
Landskrona kallbadhus förstördes av stormen.

### Konsekvenser i Danmark
All tågtrafik och flygtrafik i hela Danmark ställdes in den 6 december klockan 14 på Jylland, resten senare. En hel del busstrafik ställdes in. En bilist dog efter att ha kört av vägen.

### Konsekvenser i Storbritannien
Xaver som den hette där, hade orkanstyrka när den passerade landet. Den nådde som högst en medelvind på 36 m/s och en by på 63 m/s. Tågtrafik och färjor ställdes in, lastbilar välte på broar och flyg omdirigerades och avstod från att starta. Över 100 000 hem blev strömlösa. En del översvämningar blev det.

### Andra namngivna stormar som drabbat Sverige
- Stormen Berit
- Stormen Dagmar
- Stormen Egon
- Stormen Gudrun
- Stormen Hilde
- Stormen Ivar
- Stormen Kyrill
- Stormen Lena
- Stormen Per
- Stormen Tuva